# Misano di Gera d'Adda
Misano di Gera d'Adda är en ort och kommun i provinsen Bergamo i regionen Lombardiet i Italien. Kommunen hade 2 991 invånare (2018).